# Федерация авиационных видов спорта
РОО «Федерация самолетного спорта г. Москвы» — региональная общественная организация, зарегистрированная в 2010 году Министерством юстиции Москвы. Это добровольное открытое объединение профессионалов и людей, заинтересованных в развитии и популяризации авиационных видов спорта. Общие усилия направлены на разработку обучающих программ и критериев оценки мастерства спортсменов, инициацию и проведение городских соревнований, оказание поддержки спортсменам в профессиональном развитии, формирование сборной Москвы для участия в региональных и международных соревнованиях.

## Собственники и руководство
Основные владельцы Федерации:
- Президент — Овчинников Роман Вадимович
- Генеральный директор — Самохвалов Дмитрий Игоревич

## Тренерский состав
- Светлана Капанина — абсолютная Чемпионка мира по высшему пилотажу, лётчик-инструктор 1-го класса ОАО «ОКБ Сухого», заслуженный Мастер спорта России.
- Олег Шполянский — чемпион Европы, абсолютный чемпион России, заслуженный Мастер спорта.
- Антон Беркутов — абсолютный Чемпион мира по высшему пилотажу на Як-52, Мастер спорта России.
- Роман Овчинников — абсолютный Чемпион Мира 2018 года по высшему пилотажу в классе Advanced, Мастер Спорта Международного класса.

## Деятельность
В мае 2011 года силами ФАВС был организован Чемпионат Москвы по самолетному спорту 2011 года в классах «Вторая лига» и «Третья лига».
С 2 по 9 июля на аэродроме ФИНАМ «Большое Грызлово» ФАВС проводила Всероссийские соревнования по самолетному спорту (2-я и 3-я лига) и Чемпионат России в лиге Як-52.
4 августа ФАВС при содействии ОАО «СКБ-Банк», филиал «Московский» организовала выставку профессиональной и любительской фотографии «Земля — наш дом. Воздух — наша стихия. Небо — наша жизнь».
21-23 июля — выступление ФАВС на Авиационном шоу в Жуковском (МАКС).